# Ole Kristian Sebald
Ole Kristian Sebald (* 9. Februar 1994) ist ein deutscher Basketballspieler. Er bestritt sieben Spiele für die Crailsheim Merlins in der Basketball-Bundesliga.

## Laufbahn
Sebald spielte als Jugendlicher zunächst beim SV Mammendorf, dann beim SV Germering sowie bei der Spielgemeinschaft TB München Nord in der Nachwuchs-Basketball-Bundesliga. Parallel dazu bestritt der 1,83 Meter große Aufbauspieler im Spieljahr 2013/14 Einsätze für die Herrenmannschaft des MTSV Schwabing in der Regionalliga.
In der Saison 2014/15 stand er im Bundesliga-Aufgebot der Crailsheim Merlins, kam in sieben Partien der höchsten deutschen Spielklasse zum Einsatz und stand vornehmlich für die zweite Crailsheimer Mannschaft in der Regionalliga auf dem Feld. Im Spieljahr 2015/16 lief Sebald zunächst wieder für Schwabing in der Regionalliga auf. Da ihm der Spaß am Basketball abhandengekommen war und er darüber hinaus von Verletzungssorgen geplagt war, zog er sich vorerst aus dem Basketballsport zurück, wie Sebald später im Gespräch mit dem Fachportal germanbasketballfuture.com beschrieb.
Er kehrte nach Mammendorf zurück, wurde dort als Trainer und Spieler tätig und widmete sich seinem Studium im Fach Fitnessökonomie.